# Alexandre Libert
Pour les articles homonymes, voir Libert.
Alexandre Libert, né le 25 janvier 1990 à Mons (Belgique), est un joueur international belge de basket-ball.

## Biographie
Natif de Mons, Alexandre Libert commence à jouer au basket-ball à l'âge de 3 ans à Flénu-Quaregnon. Il continue sa formation à Mons-Hainaut.
En juin 2013, Libert rejoint le RBC Verviers-Pepinster.
En juin 2015 il s'engage avec le Spirou Charleroi. 
En mai 2018, Libert est sélectionné comme candidat au titre de meilleur joueur de la première division belge. Le prix est décerné à Jean Salumu du BC Ostende suite aux votes.
En mars 2020 il atteint la finale de Coupe de Belgique mais s'incline face à Anvers.
En juillet 2023 il quitte le Spirou, et s'engage au Brussels Basketball.

## Palmarès
- Vainqueur de la Coupe de Belgique en 2011 avec Mons-Hainaut.
- Vainqueur de la Supercoupe de Belgique en 2011 avec Mons-Hainaut.